# Quizlet
Quizlet은 앤드루 서덜랜드가 개발한 온라인 학습 도구이다. 2005년 10월에 고안해냈고, 2007년 1월에 공식적으로 릴리스했다. 2018년 10월 현재 Quizlet은 사용자들이 2억개의 플래시카드(flashcard) 세트를 생성했으며, 매달 3천만 명 이상의 사람들이 방문하고 있다.
현재 영어, 독일어, 스페인어, 중국어, 한국어, 프랑스어, 인도네시아어, 이탈리아어, 네덜란드어, 폴란드어, 포르투갈어, 러시아어, 튀르키예어, 베트남어, 일본어를 지원한다

## 학습 모드
암기 도구로서, Quizlet은 가입된 사용자에게 "세트"를 생성하고 커스터마이즈하는 것을 도와준다. 이러한 세트는 다음과 같은 학습 모드를 통해 공부할 수 있다.
Flash cards
이 모드는 종이 flash cards와 비슷하다. 사용자는 각 용어의 "카드"를 볼 수 있고, 클릭하는 것으로 카드를 뒤집어서 용어의 정의를 볼 수 있다.
Gravity
이 모드에서는, 용어의 뜻이 화면에서 세로로 떨어지는데, 사용자는 그것들이 화면의 바닥에 떨어지기 전에 그 용어를 입력해넣어야 한다. 이것은 일종의 "놀이" 학습 모드이다. Gravity는 Space Race라는 게임에서 유래되었다.
Learn
이 모드에서는, 사용자가 용어의 뜻을 입력하는 학습 방법이다.
Long-Term Learning
이 모드에서는, 사용자는 틀린 문제에 따라 학습 세트를 추천받는다. 반복적으로 틀린 용어의 대쉬보드 출현 빈도는 늘어난다.
Speller
이 모드에서는, TTS를 통해 용어를 읽어주며, 사용자는 그 용어를 올바른 철자로 입력해야 한다.
Match
이 모드는, 사용자가 용어나 뜻을 그에 맞는 정답에 드래그하는 것으로 하나하나씩 줄여나가는 놀이 학습 모드이다.

## API
데이터를 참조할 수 있는 API를 제공하며, Flash Cards의 송수신 및 편집이 가능하다.

## 같이 보기
- Kahoot!